# Fraga
Fraga település Spanyolországban, Huesca tartományban. Lakosainak száma 15 390 fő (2024).

## Fekvése
Fraga Aitona, Alcarràs, Massalcoreig, Seròs, Soses, Torres de Segre, Velilla de Cinca, Zaidín, Torrente de Cinca, Mequinenza, Peñalba, Candasnos, Ballobar és Caspe községekkel határos.

## Története
A településhez kötődik az 1134-es fragai csata, amelyben I. Alfonz aragóniai király.

## Népesség
A település népessége az utóbbi években az alábbiak szerint változott:
| Lakosok száma | 12 158 | 13 035 | 13 191 | 14 302 | 14 426 | 14 926 | 14 925 | 15 033 | 15 250 | 15 390 |
|               | 2001   | 2004   | 2006   | 2009   | 2011   | 2014   | 2016   | 2019   | 2021   | 2024   |